# Matteo Rauzzini
Matteo Rauzzini (Camerino, província de Macerata, 1754 - Dublín, Irlanda, 1791) fou un cantant i compositor italià, era germà del també tenor i compositor Venanzio Rauzzini (1747-1810).
Acompanyà al seu germà a Múnic (1772) i es presentà per primera vegada en escena amb Le finte gemelli, òpera bufa de la seva composició. El 1774 passà a Anglaterra, acompanyant també al seu germà, i no tardà a ser contractat a Dublín; allà donà a l'escena Il re pastore (1784) i es dedicà a l'ensenyança de l'art operístic.